# コパ・デル・レイ2019-2020
コパ・デル・レイ2019-2020 (2019ー20 Copa del Rey)は、2019年11月13日から2021年4月3日の期間に開催される、通算116回目のコパ・デル・レイである。

## 日程とフォーマット
2019年4月29日にスペインサッカー連盟は出場クラブを126クラブに拡大し、準決勝以外の試合を全てシングルマッチ形式に変更するフォーマットが発表された。
| 試合       | 組み合わせ抽選会 | 開催日                      | 開催日                      | 備考                                                   |
| 試合       | 組み合わせ抽選会 | 第1戦                       | 第2戦                       | 備考                                                   |
| ---------- | ---------------- | --------------------------- | --------------------------- | ------------------------------------------------------ |
| 予選       | 2019年10月17日   | 2019年11月13日              | 2019年11月13日              | 新しいエントリ：レヒオナレス (5部)20チーム             |
| 1回戦      | 2019年11月17日   | 2019年12月11日-2020年1月8日 | 2019年12月11日-2020年1月8日 | 新しいエントリ：スーペルコパに参加しないすべてのクラブ |
| 2回戦      | 2019年12月20日   | 2020年1月11日・12日         | 2020年1月11日・12日         |                                                        |
| ラウンド32 | 2020年1月14日    | 2020年1月21日-23日          | 2020年1月21日-23日          | 新しいエントリ：スーペルコパに参加する4クラブ          |
| ラウンド16 | 2020年1月24日    | 2020年1月28日-30日          | 2020年1月28日-30日          |                                                        |
| 準々決勝   | 2020年1月31日    | 2020年2月4日-6日            | 2020年2月4日-6日            |                                                        |
| 準決勝     | 2020年2月7日     | 2019年2月12日・13日         | 2019年3月4日・5日           |                                                        |
| 決勝       |                  | 2020年4月18日               | 2020年4月18日               |                                                        |

## 参加クラブ
以下の121クラブが参加する。
| プリメーラ・ディビシオン (20クラブ) ラ・リーガ18-19所属全クラブが出場 | セグンダ・ディビシオン (21クラブ) セグンダ18-19所属全クラブが出場。 | セグンダ・ディビシオンB (28クラブ) セグンダB18-19のリザーブチームを除き、各グループにおける上位7クラブが出場 | テルセーラ・ディビシオン (32クラブ) テルセーラ18-19のリザーブチームを除き、各グループで優勝・準決勝したクラブが出場 | コパ・フェデラシオン (4クラブ) コパ・フェデラシオン2018-2019のベスト4進出チームが出場 | ディビシオネス・レヒオナレス (20クラブ) レヒオナレス18-19のリザーブチームを除き、各グループにおける優勝クラブが出場 |
| - バルセロナ - アトレティコ・マドリード - レアル・マドリード - バレンシア - ヘタフェ - セビージャ - エスパニョール - アスレティック・ビルバオ - レアル・ソシエダ - ベティス - アラベス - エイバル - レガネス - ビジャレアル - レバンテ - バリャドリード - セルタ・ビーゴ - ジローナ (II) - ウエスカ (II) - ラージョ・バジェカーノ (II) | - オサスナ (I) - グラナダ (I) - マラガ - アルバセテ - マジョルカ (I) - デポルティーボ - カディス - オビエド - スポルティング・ヒホン - アルメリア - エルチェ - ラス・パルマス - エストレマドゥーラ - アルコルコン - サラゴサ - テネリフェ - ヌマンシア - ルーゴ - ラージョ・マハダオンダ (III) - ジムナスティック・タラゴナ (III) - コルドバ (III) | - グループ1 フエンラブラダ (II) ポンフェラディーナ (II) クルトゥラル・レオネサ ポンテベドラ ギフエロ サン・セバスティアン・デ・ロス・レジェス ウニオニスタス - グループ2 ラシン・サンタンデール (II) UDログロニェス ミランデス (II) バラカルド レイオア アモレビエタ ラングレオ - グループ3 アトレティコ・バレアレス エルクレス コルネジャ リェイダ・エスポルティウ バダロナ エブロ オロト - グループ4 レクレアティーボ カルタヘナ メリリャ バダホス UCAMムルシア イビサ マルベーリャ | - グループ1 ラシン・フェロル (III) ベルガンティニョス - グループ2 レアルタ マリーノ・ルアンコ - グループ3 エスコベド ラレド - グループ4 ポルトゥガレーテ セスタオ・リーベル - グループ5 リャゴステラ (III) ルスピタレート - グループ6 オリウエラ (III) ラ・ヌシア (III) - グループ7 ラス・ロサス (III) - グループ8 サモラ ジムナスティカ・セゴビアーナ - グループ9 ハエン リナレス - グループ10 セウタ - グループ11 ペーニャ・デポルティーバ (III) - グループ12 タマラセイテ メンサへーロ - グループ13 イェクラーノ (III) ロルカ・デポルティーバ - グループ14 メリダ (III) カセレーニョ - グループ15 ペーニャ・スポルト - グループ16 アーロ (III) SDログロニェス - グループ17 タラソナ イリュエカ - グループ18 ソクエリャモス ビジャルビア (III) | - カステリョン (III) - コルーショ (III) - レアル・ムルシア (III) - トゥデラーノ (III) | - アンドラ (III) - アンドラッチ (IV) - アントニアーノ (IV) - アトレティコ・ポルクーナ (IV) - バルケレーニョ (IV) - ベセリル (IV) - コミーリャス (IV) - エル・アラモ (IV) - エル・パルマル (IV) - フラガ (IV) - グラン・タラハル (IV) - インテルシティ (IV) - ロボン - メリリャCD (IV) - ペドロネーラス (IV) - ペーニャ・アサグレサ (IV) - ポンテリャス (IV) - ラモン・イ・カハル - トロサ (IV) - ウラカ (IV) |
| 括弧内のローマ数字は2019-20シーズンの所属ディビジョン (I：ラ・リーガ、II：セグンダ、III：セグンダB、IV：テルセーラ) | | | |                                                                                       | |

## 予選
組み合わせ抽選会は、2019年10月17日に行われた。このラウンドからは、レヒオナレス (4部)の20クラブが参加する。チーム名横の括弧内の数字は2019-20シーズンの所属ディビジョンを表す (1回戦以降も同様)。
| チーム #1              | スコア                 | チーム #2                    |
| ---------------------- | ---------------------- | ---------------------------- |
| 2019年11月13日         |                        |                              |
| トロサ (4)             | 1 - 0                  | ポンテリャス (4)             |
| ベセリル (4)           | 1 - 0                  | ウラカ (4)                   |
| アンドラ (3)           | 3 - 0                  | アンドラッチ (4)             |
| コミーリャス (4)       | 1 - 1 (延長) (3-2 (p)) | バルケレーニョ (4)           |
| フラガ (4)             | 0 - 1                  | ペーニャ・アサグレサ (4)     |
| メリリャCD (4)         | 1 - 0 (延長)           | ロボン (5)                   |
| アントニアーノ (4)     | 2 - 0                  | アトレティコ・ポルクーナ (3) |
| ラモン・イ・カハル (5) | 1 - 2                  | エル・パルマル (4)           |
| エル・アラモ (4)       | 2 - 1                  | ペドロネーラス (3)           |
| インテルシティ (4)     | 3 - 0                  | グラン・タラハル (4)         |

## 1回戦
組み合わせ抽選会は、2019年11月17日に行われた。このラウンドからは、スーペルコパに参加しないすべてのクラブが新たに参加する。
イェクラーノが1回戦を免除になり、2回戦進出を決めた。
| 2019年12月11日 | UDログロニェス (3)              | 2 - 1    | マリーノ・ルアンコ (3) | ログローニョ                                                |  |
| 19:00          | ロドリゲス 44分 · イニャキ 67分 | レポート | ミカ 90+1分            | 競技場: ラス・ガウナス 観客数: 2,734人 主審: ポル・ゴディア |  |

| 2019年12月17日 | レアルタ (4) | 0 - 1    | カディス (2) | ビリャビシオサ                                                      |  |
| 15:30          |              | レポート | ケロル 75分  | 競技場: レス・カレイェス 観客数: 900人 主審: ハビエル・イグレシアス |  |

| 2019年12月17日 | コルーショ (3)                                                     | 4 - 5 (延長) | ミランデス (2)                                                                       | ビーゴ                                                          |  |
| 16:00          | アル・ワタニ 6分 · シルバ 20分 (pen.) · アニョン 68分, 71分 (pen.) | レポート     | アイアス 6分 · ビセンテ 18分 · セルヒオ 53分 · レイ 92分 (pen.) · メルケランス 119分 | 競技場: オ・バオ 観客数: 1,000人 主審: ホセ・アントニオ・ロペス |  |

| 2019年12月17日 | ハエン (4)                                | 3 - 1    | アラベス (1) | ハエン                                                                |  |
| 19:00          | ヒル 14分 · マルティン 84分 · フラン 90分 | レポート | ポンス 86分  | 競技場: ラ・ビクトリア 観客数: 4,000人 主審: ホセ・マリア・サンチェス |  |

| 2019年12月17日 | SDログロニェス (4) | 0 - 5    | エイバル (1)                                          | ログローニョ                                                          |  |
| 19:00          |                    | レポート | デ・ブラシス 57分, 62分, 70分 · シャルレス 83分, 87分 | 競技場: ラス・ガウナス 観客数: 2,500人 主審: シャビエル・エストラーダ |  |

| 2019年12月17日 | ルスピタレート (4)          | 2 - 3 (延長) | グラナダ (1)                               | ルスピタレート・ダ・リュブラガート                                          |  |
| 19:00          | リポル 12分 · ディエゴ 44分 | レポート     | ラモス 52分 (pen.), 96分 · ソルダード 79分 | 競技場: ラ・フェイシャ・リャルガ 観客数: 2,000人 主審: ギジェルモ・クアドラ |  |

| 2019年12月17日 | イリュエカ (4) | 0 - 2    | デポルティーボ (2)             | イリュエカ                                              |  |
| 19:00          |                | レポート | ロンゴ 85分 (pen.) · コネ 86分 | 競技場: パパ・ルナ 観客数: 2,000人 主審: ゴルカ・サゲス |  |

| 2019年12月17日 | ラングレオ (3)                           | 2 - 3    | エブロ (3)                                       | ラングレオ                                              |  |
| 19:30          | フェレイロ 61分 · パロマレス 67分 (o.g.) | レポート | ルビオ 15分 (pen.) · ガルシア 82分 · エマナ 86分 | 競技場: ガンサバル 観客数: 712人 主審: ゴンサロ・サイス |  |

| 2019年12月17日 | マルベーリャ (3)                | 2 - 1    | ギフエロ (3)  | マルベーリャ                                                                     |  |
| 19:30          | D・ペレス 54分 · E・ペレス 89分 | レポート | ムニョス 30分 | 競技場: ムニシパル・デ･マルベーリャ 観客数: 4,000人 主審: アントニオ・サンチェス |  |

| 2019年12月17日 | カステリョン (3) | 0 - 2    | ラス・パルマス (2)                  | カステリョン・デ・ラ・プラナ                              |  |
| 20:00          |                  | レポート | フェルナンデス 72分 · マイケル 75分 | 競技場: カスタリア 観客数: 9,700人 主審: ルベン・アバロス |  |

| 2019年12月17日 | カセレーニョ (4) | 1 - 0    | アルコルコン (2) | カセレス                                                                      |  |
| 20:00          | ベラコ 50分      | レポート |                  | 競技場: プリンシペ・フェリペ 観客数: 2,362人 主審: オリベル・デ・ラ・フエンテ |  |

| 2019年12月17日 | ソクエリャモス (4) | 0 - 1    | サラゴサ (2)          | ソクエリャモス                                                      |  |
| 20:00          |                    | レポート | パプナシュヴィリ 35分 | 競技場: パキート・ヒメネス 観客数: 2,500人 主審: ホルヘ・フィゲロア |  |

| 2019年12月17日 | ポルトゥガレーテ (4) | 1 - 0    | エストレマドゥーラ (2) | ポルトゥガレテ                                                      |  |
| 20:00          | グエメス 68分        | レポート |                        | 競技場: ラ・フロリダ 観客数: 2,700人 主審: フアン・ルイス・プリード |  |

| 2019年12月17日 | ペーニャ・スポルト (4) | 0 - 1 (延長) | フエンラブラダ (2) | タファリャ                                                        |  |
| 20:00          |                        | レポート     | エクトル 119分     | 競技場: サンフランシスコ 観客数: 800人 主審: イニャキ・ビカンディ |  |

| 2019年12月17日 | タラソナ (4) | 0 - 1 (延長) | ラージョ・バジェカーノ (2) | タラソナ                                                              |  |
| 20:15          |              | レポート     | オスカル 120+2分           | 競技場: ムニシパル・デ・タラソナ 観客数: 2,200人 主審: イオス・ガレチ |  |

| 2019年12月17日 | ジムナスティカ・セゴビアーナ (4) | 0 - 2    | エルチェ (2)                     | セゴビア                                                        |  |
| 20:30          |                                  | レポート | ムラド 34分 · ミジャ 81分 (pen.) | 競技場: ラ・アルブエラ 観客数: 1,816人 主審: イシドロ・ディアス |  |

| 2019年12月17日 | サモラ (4)                 | 2 - 1    | スポルティング・ヒホン (2) | サモラ                                                                  |  |
| 20:30          | ガルシア 36分 (pen.), 83分 | レポート | セロ 89分                  | 競技場: ルタ・デ・ラ・プラタ 観客数: 1,400人 主審: アレハンドロ・ムニス |  |

| 2019年12月17日 | エスコベド (4)                  | 2 - 0    | マラガ (2) | カマルゴ                                                                      |  |
| 20:30          | キンタニージャ 52分 · ダリ 84分 | レポート |            | 競技場: エウセビオ・アルセ 観客数: 1,800人 主審: ジョン・アンデル・ゴンサレス |  |

| 2019年12月17日 | ウニオニスタス (3) | 1 - 0    | アトレティコ・バレアレス (3) | サラマンカ                                                                |  |
| 20:30          | ナバス 19分        | レポート |                              | 競技場: エル・エルマンティコ 観客数: 1,873人 主審: パブロ・フェルナンデス |  |

| 2019年12月17日 | エルクレス (3) | 0 - 1 | レクレアティーボ (3) | アリカンテ                                                        |  |
| 20:45          |                |       | ヒメネス 30分        | 競技場: ホセ・リコ・ペレス 観客数: 1,000人 主審: アルバロ・バロン |  |

| 2019年12月17日 | インテルシティ (4) | 0 - 3    | アスレティック・ビルバオ (1)                  | エルチェ                                                                              |  |
| 21:00          |                    | レポート | イバイ 1分 · ベニャ 53分 · コドロ 87分 (pen.) | 競技場: マヌエル・マルティネス・バレーロ 観客数: 4,971人 主審: カルロス・デル・セーロ |  |

| 2019年12月17日                                                    | アンドラ (3) | 1 - 1 (延長) (5-6 PK戦)                                               | レガネス (1)    | アンカム                                                            |  |
| 21:00                                                             | ケイタ 25分  | レポート                                                              | カリージョ 62分 | 競技場: プラダ・デ・モレス 観客数: 600人 主審: サンティアゴ・ハイメ |  |
|                                                                   |              | PK戦                                                                  |                 |                                                                     |  |
| パランカ ゴウホン ロウレイロ カサデスス シディベ ライ ケイタ ドト |              | カリージョ バレラ ルイバル ムリド プロメル アビレス タリン アワジーム |                 |                                                                     |  |

| 2019年12月17日                        | セウタ (4)  | 1 - 1 (延長) (3-2 PK戦)                | ヌマンシア (2) | セウタ                                                                    |  |
| 21:00                                 | ポラコ 76分 | レポート                               | ネストル 47分  | 競技場: アルフォンソ・ムルべ 観客数: 1,500人 主審: ルイス・マリオ・ミリャ |  |
|                                       |             | PK戦                                   |                |                                                                           |  |
| ラミレス サンチェス ガルシア カストロ |             | ギジェルモ マテウ ソラ レデス ネストル |                |                                                                           |  |

| 2019年12月17日 | レアル・ムルシア (3) | 1 - 0    | ラシン・サンタンデール (2) | ムルシア                                                                |  |
| 21:00          | ブラーボ 7分         | レポート |                            | 競技場: ヌエバ・コンドミーナ 観客数: 4,874人 主審: サンティアゴ・バロン |  |

| 2019年12月17日 | カルタヘナ (3)                                                  | 4 - 1    | レイオア (3)    | カルタヘナ                                                  |  |
| 21:00          | ヨヴァノヴィッチ 14分, 28分 · アラウホ 34分 · フォルニエス 56分 | レポート | ジュレバソ 89分 | 競技場: カルタゴノバ 観客数: 4,000人 主審: ルイス・コリャド |  |

| 2019年12月17日 | メンサへーロ (4) | 0 - 3    | テネリフェ (2)                   | サンタ・クルス・デ・ラ・パルマ                                                    |  |
| 21:30          |                  | レポート | ホルヘ 6分 · ナランホ 37分, 83分 | 競技場: ロセンド・エルナンデス 観客数: 1,090人 主審: ミゲル・アンヘル・オルティス |  |

| 2019年12月18日 | サン・セバスティアン・デ・ロス・レジェス (3) | 2 - 0    | コルドバ (3) | サン・セバスティアン・デ・ロス・レイエス                            |  |
| 17:30          | デルガド 41分 · ルイス 69分                  | レポート |              | 競技場: マタピニョネーラ 観客数: 400人 主審: ダビド・ヘスス・ピント |  |

| 2019年12月18日 | エル・パルマル (4)     | 1 - 2    | ヘタフェ (1)                         | ムルシア                                                                  |  |
| 18:00          | エチェイタ 25分 (o.g.) | レポート | アンヘル 63分 · モリーナ 70分 (pen.) | 競技場: ヌエバ・コンドミーナ 観客数: 3,000人 主審: ホセ・ルイス・ムヌエラ |  |

| 2019年12月18日 | コミーリャス (4) | 0 - 5    | ビジャレアル (1)                                              | ログローニョ                                                        |  |
| 18:00          |                  | レポート | レオ・スアレス 31分 · バッカ 34分, 75分, 84分 · カソルラ 77分 | 競技場: ラス・ガウナス 観客数: 4,000人 主審: エドゥアルド・プリエト |  |

| 2019年12月18日 | トロサ (4) | 0 - 3    | バリャドリード (1)                | トロサ                                                      |  |
| 18:00          |            | レポート | ウナル 21分 · アグアド 57分, 65分 | 競技場: ベラスビ 観客数: 2,000人 主審: アドリアン・コルデロ |  |

| 2019年12月18日 | エル・アラモ (4) | 0 - 1    | マジョルカ (1)             | エル・アラモ                                                      |  |
| 18:00          |                  | レポート | コントレラス 90+3分 (o.g.) | 競技場: ファクンド・リバス 観客数: 2,200人 主審: ダビド・メディエ |  |

| 2019年12月18日 | トゥデラーノ (3) | 0 - 1    | アルバセテ (2) | トゥデラ                                                            |  |
| 18:00          |                  | レポート | オヘダ 40分    | 競技場: シウダ・デ・トゥデラ 観客数: 2,000人 主審: ダニエル・オコン |  |

| 2019年12月18日 | ベルガンティニョス (4) | 0 - 1    | セビージャ (1) | ア・コルーニャ                                              |  |
| 18:00          |                        | レポート | クンデ 16分    | 競技場: リアソール 観客数: 3,677人 主審: パブロ・ゴンサレス |  |

| 2019年12月18日 | バダロナ (3)                          | 3 - 1    | オビエド (2) | バダロナ                                                                            |  |
| 18:00          | エステバン 21分 · モンテス 55分, 69分 | レポート | バルデ 52分  | 競技場: ムニシパル・デ・バダロナ 観客数: 635人 主審: ダニエル・ヘスス・トルヒーリョ |  |

| 2019年12月18日 | メリリャ (3) | 1 - 2    | UCAMムルシア (3)           | メリリャ                                                              |  |
| 18:00          | マウィ 60分  | レポート | バルボサ 3分 · フスト 40分 | 競技場: アルバレス・クラーロ 観客数: 500人 主審: アレハンドロ・ルイス |  |

| 2019年12月18日                                            | セスタオ・リーベル (4) | 1 - 1 (延長) (6-5 PK戦)                               | ルーゴ (2)      | セスタオ                                                        |  |
| 20:00                                                     | マルティネス 37分      | レポート                                              | エレーラ 90+2分 | 競技場: ラス・リャナス 観客数: 3,000人 主審: ビクトル・アレセス |  |
|                                                           |                        | PK戦                                                  |                 |                                                                 |  |
| ガゴ マルティン スマラカレギ ウイドブロ ビジャル アロンソ |                        | バレイロ エレーラ モライス ロペス ラミレス レベデンコ |                 |                                                                 |  |

| 2019年12月18日                                   | バラカルド (3) | 0 - 0 (延長) (5-3 PK戦)             | ビジャルビア (3) | バラカルド                                            |  |
| 20:15                                            |                | レポート                            |                  | 競技場: ラセサーレ 観客数: 800人 主審: ミゲル・セスマ |  |
|                                                  |                | PK戦                                |                  |                                                       |  |
| ガラン ネスプラル エルナンデス ロペス オライソラ |                | コペテ グリージョ ディアス ヒメネス |                  |                                                       |  |

| 2019年12月19日 | メリリャCD (4) | 0 - 5    | レバンテ (1)                                                          | メリリャ                                                                  |  |
| 19:00          |                | レポート | コケ 9分, 12分 · マジョラル 20分 · エルナニ 55分 · レオン 84分 (pen.) | 競技場: アルバレス・クラーロ 観客数: 3,000人 主審: ハビエル・アルベローラ |  |

| 2019年12月19日 | ペーニャ・アサグレサ (4) | 0 - 2    | セルタ・ビーゴ (1)      | カラオラ                                                    |  |
| 19:00          |                          | レポート | エルナンデス 46分, 69分 | 競技場: ラ・プラニーリャ 観客数: 4,000人 主審: セサル・ソト |  |

| 2019年12月19日 | アントニアーノ (4) | 0 - 4    | ベティス (1)                                                               | セビリア                                                                       |  |
| 19:00          |                    | レポート | テージョ 14分 (pen.) · カプトゥーム 25分 · ライネス 52分 · メレンデス 80分 | 競技場: ベニート・ビジャマリン 観客数: 12,223人 主審: ヘスス・ヒル・マンサーノ |  |

| 2019年12月19日 | リェイダ・エスポルティウ (3) | 0 - 2    | エスパニョール (1)    | リェイダ                                                                    |  |
| 19:00          |                              | レポート | ウー・レイ 53分, 90分 | 競技場: カンプ・デスポルツ 観客数: 3,000人 主審: アントニオ・マテウ・ラオス |  |

| 2019年12月19日 | ペーニャ・デポルティーバ (3) | 0 - 1 (延長) | ポンフェラディーナ (2) | サンタ・エウラリア・デス・リウ                                                          |  |
| 19:00          |                              | レポート     | カクセ 96分            | 競技場: ムニシパル・サンタ・エウラリア・デル・リオ 観客数: 1,000人 主審: サウル・アイス |  |

| 2019年12月19日 | クルトゥラル・レオネサ (3)                               | 3 - 0    | ラス・ロサス (3) | レオン                                                              |  |
| 19:00          | ベニート 31分 (pen.) · ガルバン 54分 · カスタニェダ 76分 | レポート |                  | 競技場: レイノ・デ・レオン 観客数: 2,516人 主審: アルベルト・ゴメス |  |

| 2019年12月19日 | アモレビエタ (3) | 0 - 1    | バダホス (3) | アモレビエタ＝エチャノ                                                            |  |
| 19:00          |                  | レポート | フォビ 62分  | 競技場: ムニシパル・デ・ウリチェ 観客数: 350人 主審: ホセ・アルベルト・パルデイロ |  |

| 2019年12月19日 | リャゴステラ (3) | 0 - 1 (延長) | アーロ (3)           | リャゴステラ                                                            |  |
| 20:00          |                  | レポート     | ハビ・ドゥーロ 118分 | 競技場: パラモス・コスタ・ブラーバ 観客数: 600人 主審: マルコス・ラトレ |  |

| 2019年12月19日 | ラージョ・マハダオンダ (3) | 1 - 0    | ラシン・フェロル (3) | マハダオンダ                                                     |  |
| 20:00          | ヘスス 55分                | レポート |                      | 競技場: セッロ・デル・エスピノ 観客数: 80人 主審: ケビン・モレノ |  |

| 2019年12月19日 | ラレド (4) | 0 - 1    | ウエスカ (2)  | ラレド                                                              |  |
| 20:30          |            | レポート | クリスト 82分 | 競技場: サン・ロレンソ 観客数: 2,300人 主審: アイトール・ゴロステギ |  |

| 2019年12月19日 | タマラセイテ (4)                               | 3 - 2 (延長) | アルメリア (2)                        | ラス・パルマス                                                          |  |
| 20:30          | ジズ 77分 · デルガド 82分 · アスドルバル 105分 | レポート     | オゾンワホール 25分 · マラシュ 90+1分 | 競技場: フアン・ゲデス 観客数: 800人 主審: ミゲル・アンヘル・オルティス |  |

| 2019年12月19日 | ジムナスティック・タラゴナ (3)      | 3 - 1 (延長) | オロト (3)      | タラゴナ                                                              |  |
| 20:30          | マルケス 17分 · アマン 110分, 120分 | レポート     | チャバリア 30分 | 競技場: ノウ・エスタディ 観客数: 1,200人 主審: セルヒオ・エスクリチェ |  |

| 2019年12月19日                               | コルネジャ (3) | 0 - 0 (延長) (4-5 PK戦)                    | オリウエラ (3) | クルナリャー・ダ・リュブラガート                                              |  |
| 20:30                                        |                | レポート                                   |                | 競技場: ノウ・エスタディ・デ・コルネジャ 観客数: 500人 主審: ビクトル・ペレス |  |
|                                              |                | PK戦                                       |                |                                                                               |  |
| ラミレス ペレス フェルナンデス バンバグ ナナ |                | マルティネス ゴメス ジョル カセス ソラーノ |                |                                                                               |  |

| 2019年12月19日 | ベセリル (4) | 0 - 8    | レアル・ソシエダ (1)                                                                                | パレンシア                                                        |  |
| 21:00          |              | レポート | ル・ノルマン 37分 · ヤヌザイ 44分, 46分, 63分 · パルド 49分 · イサク 68分, 75分 · バレネチェア 69分 | 競技場: ヌエバ・バラステラ 観客数: 8,000人 主審: マリオ・メレーロ |  |

| 2019年12月19日 | ロルカ・デポルティーバ (4) | 0 - 3    | オサスナ (1)                                           | ロルカ                                                                                |  |
| 21:00          |                            | レポート | ブランドン 20分 · メリダ 69分 (pen.) · ビジャール 75分 | 競技場: フランシスコ・アルテス・カラスコ 観客数: 3,000人 主審: バレンティン・ピサーロ |  |

| 2019年12月19日 | リナレス (4) | 1 - 2    | ジローナ (2)      | リナーレス                                                        |  |
| 21:00          | ララ 13分    | レポート | グアル 49分, 73分 | 競技場: リナレホス 観客数: 3,000人 主審: ダマソ・アルセディアーノ |  |

| 2020年1月8日 | ポンテベドラ (3) | 0 - 2    | イビサ (3)                  | ポンテベドラ                                                                    |  |
| 20:30        |                  | レポート | グリマ 27分 · ロダード 59分 | 競技場: ムニシパル・デ・パサロン 観客数: 1,180人 主審: アレクサンデル・アレマン |  |

| 2020年1月8日                           | メリダ (3)            | 2 - 2 (延長) (3-2 PK戦)                      | ラ・ヌシア (3)                         | メリダ                                                      |  |
| 20:30                                  | メナ 49分 · ピノ 69分 | レポート                                     | フォフォ 35分 (pen.) · ティティ 45+1分 | 競技場: ロマーノ 観客数: 1,200人 主審: フェルナンド・ブエノ |  |
|                                        |                       | PK戦                                         |                                        |                                                             |  |
| ピノ メディナ ポレイ ガスパール ゴメス |                       | フアナン エルモサ フアンホ カベサス フォフォ |                                        |                                                             |  |

## 2回戦
組み合わせ抽選会は、2019年12月20日に行われた。
| 2020年1月11日 | UCAMムルシア (3)            | 2 - 3 (延長) | ミランデス (2)                               | ムルシア                                                          |  |
| 12:00         | モレノ 36分 · ディアス 80分 | レポート     | ゴンサレス 57分 · ビセンテ 61分 · レイ 114分 | 競技場: ヌエバ・コンドミーナ 観客数: 2,000人 主審: ルベン・バレラ |  |

| 2020年1月11日 | ジムナスティック・タラゴナ (3) | 1 - 3    | サラゴサ (2)                                                             | タラゴナ                                                                      |  |
| 12:00         | バジェステロス 70分            | レポート | フアン 7分 (o.g.) · ダビド・ゴルダル 40分 (o.g.) · パプナシュヴィリ 86分 | 競技場: ノウ・エスタディ 観客数: 3,681人 主審: ダニエル・ヘスス・トルヒーリョ |  |

| 2020年1月11日 | アーロ (3)  | 1 - 2    | オサスナ (1)              | アーロ                                                          |  |
| 12:00         | ブエノ 72分 | レポート | ビダル 76分 · アビラ 90分 | 競技場: エル・マソ 観客数: 4,300人 主審: カルロス・デル・セーロ |  |

| 2020年1月11日 | サモラ (4) | 0 - 1    | マジョルカ (1) | サモラ                                                                    |  |
| 12:00         |            | レポート | フェバス 26分  | 競技場: ルタ・デ・ラ・プラタ 観客数: 3,306人 主審: バレンティン・ピサーロ |  |

| 2020年1月11日 | エブロ (3) | 1 - 0 (延長) | ポンフェラディーナ (2) | サラゴサ                                                                    |  |
| 16:00         | メサ 114分 | レポート     |                        | 競技場: ムニシパル・アルモサラ 観客数: 2,500人 主審: アイトール・ゴロステギ |  |

| 2020年1月11日 | ポルトゥガレーテ (4) | 0 - 3    | ベティス (1)                              | ポルトゥガレテ                                                    |  |
| 16:00         |                      | レポート | モレノ 23分 · ロレン 48分 · ホアキン 89分 | 競技場: ラ・フロリダ 観客数: 4,985人 主審: エドゥアルド・プリエト |  |

| 2020年1月11日 | レアル・ムルシア (3) | 0 - 4    | レガネス (1)                                        | ムルシア                                                             |  |
| 16:00         |                      | レポート | カリージョ 36分, 76分 · ブレイスウェイト 62分, 69分 | 競技場: ヌエバ・コンドミーナ 観客数: 10,777人 主審: ダビド・メディエ |  |

| 2020年1月11日                           | ラージョ・マハダオンダ (3) | 1 - 1 (延長) (2-4 PK戦)             | テネリフェ (2) | マドリード                                                                        |  |
| 17:00                                   | メサ 56分                  | レポート                            | ルイス 16分    | 競技場: エスタディオ・セロ・デル・エスピノ 観客数: 800人 主審: ホルヘ・フィゲロア |  |
|                                         |                            | PK戦                                |                |                                                                                   |  |
| ジョレンテ ロデナス プリード マルティン |                            | サンタナ ダニ・ゴメス ムーア ミジャ |                |                                                                                   |  |

| 2020年1月11日                                  | イビサ (3)    | 1 - 1 (延長) (5-3 PK戦)         | アルバセテ (2) | エイビッサ                                                        |  |
| 17:00                                          | ヌニェス 66分 | レポート                        | ヒメネス 43分  | 競技場: カン・ミスエス 観客数: 4,345人 主審: イニャキ・ビカンディ |  |
|                                                |               | PK戦                            |                |                                                                   |  |
| ペレス ハビ・ララ ゴンサロ ロダード メンドーサ |               | オヘダ フステル アザムン オラベ |                |                                                                   |  |

| 2020年1月11日 | イェクラーノ (4) | 1 - 2    | エルチェ (2)              | イェクラ                                                                        |  |
| 17:30         | アライェト 60分  | レポート | ムラド 21分 · ミジャ 78分 | 競技場: ラ・コンスティトゥシオン 観客数: 4,000人 主審: ダマソ・アルセディアーノ |  |

| 2020年1月11日 | バダホス (3)                | 2 - 1    | ラス・パルマス (2) | バダホス                                                         |  |
| 18:00         | コレデラ 24分 · ラモス 26分 | レポート | ロドリゲス 53分    | 競技場: ヌエボ・ビベーロ 観客数: 14,500人 主審: アルバロ・バロン |  |

| 2020年1月11日 | カルタヘナ (3)                  | 2 - 4 (延長) | ジローナ (2)                                                | カルタヘナ                                                    |  |
| 19:00         | マルティン 71分 · アンヘル 75分 | レポート     | ソリアーノ 28分, 112分 · ミケル 90+4分 · マルティネス 115分 | 競技場: カルタゴノバ 観客数: 6,000人 主審: イシドロ・ディアス |  |

| 2020年1月11日                                | レクレアティーボ (3) | 0 - 0 (延長) (5-4 PK戦)                              | フエンラブラダ (2) | ウエルバ                                                                    |  |
| 19:00                                        |                      | レポート                                             |                    | 競技場: ヌエボ・コロンビーノ 観客数: 5,500人 主審: フアン・ルイス・プリード |  |
|                                              |                      | PK戦                                                 |                    |                                                                             |  |
| リベロ モルシージョ ナノ マルティネス ベルヘ |                      | リエラ シス A.フェルナンデス レオン D.フェルナンデス |                    |                                                                             |  |

| 2020年1月11日 | クルトゥラル・レオネサ (3)  | 2 - 1    | ウエスカ (2) | レオン                                                          |  |
| 19:00         | ベニート 76分 · カワヤ 90分 | レポート | ラバ 7分     | 競技場: レイノ・デ・レオン 観客数: 4,820人 主審: ゴルカ・サゲス |  |

| 2020年1月11日 | バダロナ (3)                    | 2 - 0    | ヘタフェ (1) | バダロナ                                                                          |  |
| 19:00         | モレノ 85分 · エステバン 90+3分 | レポート |              | 競技場: ムニシパル・デ・バダロナ 観客数: 4,384人 主審: アントニオ・マテウ・ラオス |  |

| 2020年1月11日 | セスタオ・リーベル (4) | 0 - 4    | アスレティック・ビルバオ (1)                  | セスタオ                                                          |  |
| 19:00         |                        | レポート | ビジャリブレ 27分, 70分 · ユーリ 34分, 90+1分 | 競技場: ラス・リャナス 観客数: 7,200人 主審: アドリアン・コルデロ |  |

| 2020年1月11日                                | UDログロニェス (3) | 1 - 1 (延長) (4-2 PK戦)             | カディス (2) | ログローニョ                                                          |  |
| 20:00                                        | ビトリア 89分      | レポート                            | ケロル 24分  | 競技場: ラス・ガウナス 観客数: 5,000人 主審: ホセ・アントニオ・ロペス |  |
|                                              |                    | PK戦                                |              |                                                                       |  |
| イニャキ ペレス シディキ ビトリア エラスティ |                    | アレックス イサ ボディジェ ガリード |              |                                                                       |  |

| 2020年1月11日 | オリウエラ (3)  | 1 - 2 (延長) | ビジャレアル (1)       | オリウエラ                                                    |  |
| 21:00         | パジャレス 83分 | レポート     | ジェラール 72分, 118分 | 競技場: ロス・アルコス 観客数: 1,800人 主審: マリオ・メレーロ |  |

| 2020年1月11日              | マルベーリャ (3)        | 1 - 1 (延長) (1-4 PK戦)                 | バリャドリード (1) | マルベーリャ                                                                       |  |
| 21:00                      | パウロ・ヴィトール 39分 | レポート                                | ウナル 86分        | 競技場: ムニシパル・デ･マルベーリャ 観客数: 3,500人 主審: シャビエル・エストラーダ |  |
|                            |                         | PK戦                                    |                    |                                                                                    |  |
| E.ペレス D.ペレス ガルシア |                         | ウナル グアルディオラ プラーノ アグアド |                    |                                                                                    |  |

| 2020年1月11日 | タマラセイテ (4) | 0 - 1    | グラナダ (1)    | ラス・パルマス                                                    |  |
| 21:00         |                  | レポート | プエルタス 19分 | 競技場: フアン・ゲデス 観客数: 800人 主審: リカルド・デ・ブルゴス |  |

| 2020年1月12日                                                                  | ウニオニスタス (3) | 1 - 1 (延長) (8-7 PK戦)                                                                  | デポルティーボ (2) | サラマンカ                                                          |  |
| 12:00                                                                          | アンドレス 63分    | レポート                                                                                 | バジェ 82分        | 競技場: エル・エルマンティコ 観客数: 3,583人 主審: ダニエル・オコン |  |
|                                                                                |                    | PK戦                                                                                     |                    |                                                                     |  |
| ゴンガラ デ・ラ・ナバ ロメロ アンドレス ガジェゴ アムズ スビリ ロペス アンヘル |                    | ダ・シルバ 柴崎岳 ノラスコアイン モジェホ アケチェ ガラン ルイス サディク ランブロプロス |                    |                                                                     |  |

| 2020年1月12日 | サン・セバスティアン・デ・ロス・レジェス (3) | 0 - 2    | エスパニョール (1)            | サン・セバスティアン・デ・ロス・レイエス                                      |  |
| 12:00         |                                              | レポート | カレリ 46分 · デ・トマス 85分 | 競技場: マタピニョネーラ 観客数: 2,800人 主審: フアン・マルティネス・ムヌエラ |  |

| 2020年1月12日 | カセレーニョ (4) | 1 - 2    | エイバル (1)                         | カセレス                                                                    |  |
| 12:00         | トーレス 64分    | レポート | レオン 79分 · デルガド 90+3分 (o.g.) | 競技場: プリンシペ・フェリペ 観客数: 6,196人 主審: ホセ・ルイス・ゴンサレス |  |

| 2020年1月12日 | エスコベド (4) | 0 - 5    | セビージャ (1)                                                                      | カマルゴ                                                      |  |
| 12:00         |                | レポート | デ・ヨング 17分 · ノリート 38分 · オカンポス 57分 · バスケス 75分 · トーレス 90+1分 | 競技場: エウセビオ・アルセ 観客数: 1,400人 主審: セサル・ソト |  |

| 2020年1月12日 | メリダ (3)         | 1 - 4    | セルタ・ビーゴ (1)                                   | メリダ                                                        |  |
| 16:00         | ポレイ 39分 (pen.) | レポート | ミナ 22分, 59分 · シスト 30分 · メンデス 48分 (pen.) | 競技場: ロマーノ 観客数: 7,500人 主審: ハビエル・アルベローラ |  |

| 2020年1月12日 | セウタ (4) | 0 - 4    | レアル・ソシエダ (1)                                    | セウタ                                                                    |  |
| 16:00         |            | レポート | サンガリ 55分, 61分 · ヤヌザイ 56分 · バレネチェア 66分 | 競技場: アルフォンソ・ムルべ 観客数: 6,000人 主審: ホセ・ルイス・ムヌエラ |  |

| 2020年1月12日                                      | ハエン (4)      | 1 - 1 (延長) (4-5 PK戦)                      | レバンテ (1) | ハエン                                                                        |  |
| 16:00                                              | マルティン 82分 | レポート                                     | レオン 32分  | 競技場: ラ・ビクトリア 観客数: 4,000人 主審: アレハンドロ・ホセ・エルナンデス |  |
|                                                    |                 | PK戦                                         |              |                                                                               |  |
| オカーニャ ホルヘ・ベラ ルイス マルセロ ゴンサレス |                 | カンパーニャ マルティ モラレス バルディ コケ |              |                                                                               |  |

| 2020年1月12日 | バラカルド (3) | 0 - 2    | ラージョ・バジェカーノ (2)      | バラカルド                                                          |  |
| 20:00         |                | レポート | ポソ 14分 · ピオヴァッカリ 82分 | 競技場: ラセサーレ 観客数: 5,000人 主審: オリベル・デ・ラ・フエンテ |  |

## ラウンド32
組み合わせ抽選会は、2020年1月14日に行われた。このラウンドからは、スーペルコパに参加した4クラブが新たに参加する。
| 2020年1月21日 | サラゴサ (2)                                | 3 - 1    | マジョルカ (1) | サラゴサ                                                                |  |
| 19:00         | ブランコ 48分 · プアド 54分 · リナレス 75分 | レポート | フェバス 85分  | 競技場: ラ・ロマレーダ 観客数: 6,000人 主審: アントニオ・マテウ・ラオス |  |

| 2020年1月21日 | レクレアティーボ (3)                       | 2 - 3 (延長) | オサスナ (1)                                   | ウエルバ                                                                    |  |
| 19:00         | モルシージョ 14分 · ロンカリア 45分 (o.g.) | レポート     | ブラシャナツ 76分 · アビラ 83分 · ペレス 111分 | 競技場: ヌエボ・コロンビーノ 観客数: 5,000人 主審: ヘスス・ヒル・マンサーノ |  |

| 2020年1月21日 | セビージャ (1)                                      | 3 - 1    | レバンテ (1)    | セビリア                                                                                     |  |
| 21:00         | フェルナンド 13分 · オカンポス 46分 · トーレス 78分 | レポート | ドゥアルテ 31分 | 競技場: ラモン・サンチェス・ピスフアン 観客数: 28,104人 主審: ホセ・サンチェス・マルティネス |  |

| 2020年1月22日                                                | エルチェ (2)  | 1 - 1 (延長) (4-5 PK戦)                                   | アスレティック・ビルバオ (1) | エルチェ                                                                               |  |
| 19:00                                                        | フィデル 41分 | レポート                                                  | ウィリアムズ 5分             | 競技場: マヌエル・マルティネス・バレーロ 観客数: 13,400人 主審: ホセ・ルイス・ムヌエラ |  |
|                                                              |               | PK戦                                                      |                              |                                                                                        |  |
| M.サンチェス フォルチ ニノ カスミ I.サンチェス カルボ テキオ |               | ムニアイン ロペス ウィリアムズ ビジャリブレ ユーリ ベスガ |                              |                                                                                        |  |

| 2020年1月22日 | イビサ (3)   | 1 - 2    | バルセロナ (1)            | エイビッサ                                                                  |  |
| 19:00         | カバジェ 9分 | レポート | グリーズマン 72分, 90+4分 | 競技場: カン・ミスエス 観客数: 6,500人 主審: パブロ・ゴンサレス・フエルテス |  |

| 2020年1月22日 | レアル・ソシエダ (1)              | 2 - 0    | エスパニョール (1) | サン・セバスティアン                                                                         |  |
| 21:00         | バレネチェア 45+1分 · イサク 62分 | レポート |                    | 競技場: レアレ・セグロス・スタディウム 観客数: 21,647人 主審: アントニオ・ホセ・エルナンデス |  |

| 2020年1月22日 | ジローナ (2) | 0 - 3    | ビジャレアル (1)                                      | ジローナ                                                      |  |
| 21:00         |              | レポート | フネス・モリ 54分 · カソルラ 70分 · チュクウェゼ 72分 | 競技場: モンティリビ 観客数: 928人 主審: ギジェルモ・クアドラ |  |

| 2020年1月22日 | テネリフェ (2)                         | 2 - 1    | バリャドリード (1) | サンタ・クルス・デ・テネリフェ                                                |  |
| 21:00         | ホセル 67分 · ダニ・ゴメス 86分 (pen.) | レポート | サンドロ 52分      | 競技場: エリオドロ・ロドリゲス・ロペス 観客数: 8,403人 主審: ダビド・メディエ |  |

| 2020年1月22日 | バダロナ (3)  | 1 - 3 (延長) | グラナダ (1)                                           | バダロナ                                                                    |  |
| 21:00         | ロブステ 58分 | レポート     | コイバシュ 2分 · ゴナロン 102分 · フェルナンデス 110分 | 競技場: ムニシパル・デ・バダロナ 観客数: 3,200人 主審: サンティアゴ・ラトレ |  |

| 2020年1月22日 | UDログロニェス (3) | 0 - 1    | バレンシア (1) | ログローニョ                                                   |  |
| 21:00         |                    | レポート | ゴメス 15分    | 競技場: ラス・ガウナス 観客数: 11,152人 主審: アドリアン・ベガ |  |

| 2020年1月22日 | ウニオニスタス (3) | 1 - 3    | レアル・マドリード (1)                               | サラマンカ                                                          |  |
| 21:00         | ロメロ 57分        | レポート | ベイル 18分 · ゴンゴラ 62分 (o.g.) · ディアス 90+2分 | 競技場: エル・エルマンティコ 観客数: 4,000人 主審: マリオ・メレーロ |  |

| 2020年1月23日 | ミランデス (2)                          | 2 - 1 (延長) | セルタ・ビーゴ (1) | ミランダ・デ・エブロ                                                      |  |
| 19:00         | アイアス 28分 (pen.) · サンチェス 114分 | レポート     | シスト 75分        | 競技場: アンドゥーバ 観客数: 2,407人 主審: フアン・マルティネス・ムヌエラ |  |

| 2020年1月23日 | エブロ (3) | 0 - 1    | レガネス (1) | サラゴサ                                                                      |  |
| 19:00         |            | レポート | シルバ 44分  | 競技場: ムニシパル・アルモサラ 観客数: 1,800人 主審: ホセ・ルイス・ゴンサレス |  |

| 2020年1月23日                   | ラージョ・バジェカーノ (2)     | 2 - 2 (延長) (4-2 PK戦)           | ベティス (1)                | ビリャ・デ・バリェカス                                           |  |
| 21:00                           | カテナ 47分 · マルティン 118分 | レポート                          | ホアキン 84分 · ロレン 97分 | 競技場: バジェカス 観客数: 11,800人 主審: リカルド・デ・ブルゴス |  |
|                                 |                                | PK戦                              |                             |                                                                  |  |
| スアレス ポソ S.ガルシア カテナ |                                | ホアキン ロレン アレニャ テージョ |                             |                                                                  |  |

| 2020年1月23日 | バダホス (3)                                      | 3 - 1    | エイバル (1)           | バダホス                                                               |  |
| 21:00         | フォビ 8分 · コレデラ 21分 (pen.) · バスケス 72分 | レポート | シャルレス 29分 (pen.) | 競技場: ヌエボ・ビベーロ 観客数: 11,864人 主審: カルロス・デル・セーロ |  |

| 2020年1月23日 | クルトゥラル・レオネサ (3)         | 2 - 1 (延長) | アトレティコ・マドリード (1) | レオン                                                             |  |
| 21:00         | カスタニェダ 83分 · ベニート 108分 | レポート     | コレア 62分                  | 競技場: レイノ・デ・レオン 観客数: 12,252人 主審: ハビエル・ロハス |  |

## ラウンド16
組み合わせ抽選会は、2020年1月24日に行われた。
| 2020年1月28日                 | テネリフェ (2)                                        | 3 - 3 (延長) (2-4 PK戦)                                        | アスレティック・ビルバオ (1)           | サンタ・クルス・デ・テネリフェ                                                               |  |
| 21:00                         | ホセル 8分 (pen.), 21分 · ダニ・ゴメス 105+1分 (pen.) | レポート                                                       | ウィリアムズ 17分, 54分 · ユーリ 118分 | 競技場: エリオドロ・ロドリゲス・ロペス 観客数: 17,482人 主審: パブロ・ゴンサレス・フエルテス |  |
|                               |                                                       | PK戦                                                           |                                        |                                                                                              |  |
| サンス ナウエル ホセル ムーア |                                                       | ラウール・ガルシア ムニアイン ベスガ マルティネス ビジャリブレ |                                        |                                                                                              |  |

| 2020年1月29日 | ラージョ・バジェカーノ (2) | 0 - 2    | ビジャレアル (1)              | ビリャ・デ・バリェカス                                          |  |
| 19:00         |                            | レポート | ニーニョ 83分 · カソルラ 85分 | 競技場: バジェカス 観客数: 7,500人 主審: エドゥアルド・プリエト |  |

| 2020年1月29日                     | クルトゥラル・レオネサ (3) | 0 - 0 (延長) (2-4 PK戦)         | バレンシア (1) | レオン                                                                   |  |
| 19:00                             |                            | レポート                        |                | 競技場: レイノ・デ・レオン 観客数: 12,448人 主審: バレンティン・ピサーロ |  |
|                                   |                            | PK戦                            |                |                                                                          |  |
| メヌード ベニート ピチン モンテス |                            | コクラン ソレール ゴメス パレホ |                |                                                                          |  |

| 2020年1月29日 | レアル・ソシエダ (1)                  | 3 - 1    | オサスナ (1)  | サン・セバスティアン                                                                 |  |
| 21:00         | イサク 33分, 69分 · ウーデゴール 61分 | レポート | カルドナ 36分 | 競技場: レアレ・セグロス・スタディウム 観客数: 31,236人 主審: ホセ・ルイス・ムヌエラ |  |

| 2020年1月29日 | サラゴサ (2) | 0 - 4    | レアル・マドリード (1)                                           | サラゴサ                                                               |  |
| 21:00         |              | レポート | ヴァラン 6分 · バスケス 32分 · ヴィニシウス 72分 · ベンゼマ 79分 | 競技場: ラ・ロマレーダ 観客数: 33,608人 主審: ホセ・ルイス・ゴンサレス |  |

| 2020年1月29日 | バダホス (3)                     | 2 - 3 (延長) | グラナダ (1)                                              | バダホス                                                     |  |
| 21:00         | バスケス 8分 · カバジェロ 90+3分 | レポート     | マルティネス 1分 · ソルダード 86分 · フェルナンデス 109分 | 競技場: ヌエボ・ビベーロ 観客数: 14,898人 主審: セサル・ソト |  |

| 2020年1月30日 | バルセロナ (1)                                                           | 5 - 0    | レガネス (1) | バルセロナ                                                       |  |
| 21:00         | グリーズマン 4分 · ラングレ 27分 · メッシ 59分, 89分 · アルトゥール 77分 | レポート |              | 競技場: カンプ・ノウ 観客数: 43,216人 主審: ギジェルモ・クアドラ |  |

| 2020年1月30日 | ミランデス (2)                 | 3 - 1    | セビージャ (1) | ミランダ・デ・エブロ                                            |  |
| 21:00         | アイアス 7分, 30分 · レイ 85分 | レポート | ノリート 90分  | 競技場: アンドゥーバ 観客数: 4,500人 主審: サンティアゴ・ハイメ |  |

## 準々決勝
組み合わせ抽選会は、2020年1月31日に行われた。
| 2020年2月4日 | グラナダ (1)                  | 2 - 1    | バレンシア (1) | グラナダ                                                                         |  |
| 21:00        | ソルダード 3分, 90+4分 (pen.) | レポート | ロドリゴ 40分  | 競技場: ヌエボ・ロス・カルメネス 観客数: 16,551人 主審: ホセ・ルイス・ゴンサレス |  |

| 2020年2月5日 | ミランデス (2)                                                             | 4 - 2    | ビジャレアル (1)                           | ミランダ・デ・エブロ                                              |  |
| 21:00        | アイアス 17分 · メルケランス 48分 (pen.) · オデイ 58分 · サンチェス 90+2分 | レポート | オンディベロス 32分 · カソルラ 56分 (pen.) | 競技場: アンドゥーバ 観客数: 4,428人 主審: リカルド・デ・ブルゴス |  |

| 2020年2月6日 | レアル・マドリード (1)                        | 3 - 4    | レアル・ソシエダ (1)                                  | マドリード                                                                         |  |
| 19:00        | マルセロ 59分 · ロドリゴ 81分 · ナチョ 90+3分 | レポート | ウーデゴール 22分 · イサク 54分, 56分 · メリーノ 69分 | 競技場: サンティアゴ・ベルナベウ 観客数: 64,012人 主審: アントニオ・マテウ・ラオス |  |

| 2020年2月6日 | アスレティック・ビルバオ (1) | 1 - 0    | バルセロナ (1) | ビルバオ                                                                   |  |
| 21:00        | ブスケツ 90+3分 (o.g.)       | レポート |                | 競技場: サン・マメス 観客数: 49,154人 主審: フアン・マルティネス・ムヌエラ |  |

## 準決勝
組み合わせ抽選会は、2020年2月7日に行われた。

### 第1戦
| 2020年2月12日 | アスレティック・ビルバオ (1) | 1 - 0    | グラナダ (1) | ビルバオ                                                                     |  |
| 21:00         | ムニアイン 42分              | レポート |              | 競技場: サン・マメス 観客数: 48,149人 主審: アレハンドロ・ホセ・エルナンデス |  |

| 2020年2月13日 | レアル・ソシエダ (1)                        | 2 - 1    | ミランデス (2) | サン・セバスティアン                                                                   |  |
| 21:00         | オヤルサバル 9分 (pen.) · ウーデゴール 42分 | レポート | アイアス 39分  | 競技場: レアレ・セグロス・スタディウム 観客数: 35,194人 主審: ヘスス・ヒル・マンサーノ |  |

### 第2戦
| 2020年3月4日 | ミランデス (2) | 0 - 1 (2戦合計 1 - 3) | レアル・ソシエダ (1)     | ミランダ・デ・エブロ                                                |  |
| 21:00        |                | レポート              | オヤルサバル 41分 (pen.) | 競技場: アンドゥーバ 観客数: 5,583人 主審: ホセ・マリア・サンチェス |  |

二試合合計スコア 3 - 1でレアル・ソシエダが決勝進出
| 2020年3月5日 | グラナダ (1)                        | 2 - 1 (2戦合計 2 - 2 (a) | アスレティック・ビルバオ (1) | グラナダ                                                                       |  |
| 21:00        | フェルナンデス 48分 · ヘルマン 76分 | レポート                 | ユーリ 81分                  | 競技場: ヌエボ・ロス・カルメネス 観客数: 20,799人 主審: カルロス・デル・セーロ |  |

二試合合計スコア 2 - 2、アウェーゴール差でアスレティック・ビルバオが決勝進出

## 決勝
| 2021年4月3日 21:30 |

| アスレティック・ビルバオ | 0 - 1                                                                                         | レアル・ソシエダ         |
|                          | https://www.laliga.com/partido/temporada-2019-2020-copa-del-rey-athletic-club-real-sociedad-8 | オヤルサバル 63分 (pen.) |

| オリンピコ・デ・ラ・カルトゥーハ ,セビリア 観客数: 0 主審: ハビエル・エストラーダ・フェルナンデス |